# Liste deutscher Bezeichnungen kroatischer Orte
In dieser Liste deutscher Bezeichnungen kroatischer Orte werden kroatischen geographischen Namen (von Städten, Flüssen, Inseln etc.) die (ehemaligen) deutschen Bezeichnungen gegenübergestellt, die sie aus deutschsprachiger Sicht heute noch tragen oder zu Zeiten trugen, als die Gebiete zur Österreichisch-Ungarischen Monarchie gehörten.
Dazu gehören auch einige italienische Namen aus der Zeit Österreich-Ungarns, als in Istrien und Dalmatien Italienisch neben Deutsch und Kroatisch eine der Amtssprachen war.
Historische Bezeichnungen, die im allgemeinen Gebrauch nicht mehr üblich sind (wohl aber im historischen), werden kursiv dargestellt.
Inseln - Flüsse - Regionen - Städte und Dörfer

## Inseln
- Arbey - Rab (ital. Arbe)
- Augusta - Lastovo (ital. Lagosta)
- Baag - Pag (ital. Pago)
- Bratz - Brač (ital. Brazza)
- Brioni (Inselgruppe) - Brijuni (ital. Brioni)
- Cherso oder Kersch - Cres (Insel und Stadt; ital. Cherso; dt. Kersch)
- Curzola - Korčula (Insel und Stadt; ital. Curzola)
- Ese - Iž
- Gist - Ist
- Groß-Kanidol - Vele Srakane
- Groß-Lötzing - Veli Lošinj (ital. Lussingrande)
- Jassur - Žirje
- Kanidol - sieh Groß- und Klein-Kanidol
- Kersch - Cres (ital. Cherso)
- Klein-Kanidol - Male Srakane
- Klein-Lötzing - Mali Lošinj (ital. Lussinpiccolo)
- Lagosta - Lastovo (ital. Lagosta)
- Lesina - Hvar (Insel und Stadt; ital. Lesina)
- Lissa - Vis (ital. Lissa)
- Lötzing - sieh Groß- und Klein-
- Lüb - Olib
- Maun - Maun (ital. Maoni)
- Melat - Molat (ital. Melade)
- Melide - Mljet
- Mörter - Murter
- Nebe - Ilovik
- Niä - Unije
- Pago - Pag (ital. Pago)
- Pasmann - Pašman
- Permud - Premuda
- Phar - Hvar, ital. Lesina
- Plaun - Plavnik
- Pontadür - Vir
- Prewig - Prvić
- Sansig - Susak  (ital. Sansigo)
- Silva - Silba (ital. Silva)
- Uglan - Ugljan
- Vegl - Krk (Insel und Stadt; ital. Veglia, lat. Curictum)
- Zuitsch - Žut

## Flüsse
- Donau - Dunav
- Drau - Drava
- Kolpa - Kupa
- Mur - Mura
- Narenta (ital.) - Neretva
- Save - Sava (älter auch: Sau)

## Regionen
- Branau - Baranja (Landschaft)
- Dalmatien - Dalmacija
- Istrien - Istra (ital. Istria)
- Kroatien - Hrvatska
- Kroatisches Küstenland - Hrvatsko primorje
- Kvarner-Bucht - Kvarner (Meeresbucht; ital. Quarnero)
- Slawonien - Slavonija
- Syrmien - Srijem (Landschaft)
- Tschitschenboden - Ćićarija (ital. Ciceria; Landschaft im nördlichen Istrien)
- Zwischenmurgebiet, Murinsel - Međimurje

## Städte und Dörfer
| Kapitelverzeichnis                       |
| ---------------------------------------- |
| Städte und Dörfer auf Kroatischen Inseln |
| Städte und Dörfer in Istrien             |
| Städte und Dörfer in Dalmatien           |
| Städte und Dörfer in Slawonien           |
| Städte und Dörfer in anderen Regionen    |
| Weitere Städte und Dörfer auf Inseln     |

### Städte und Dörfer auf Kroatischen Inseln

#### Augusta - Lastovo
- Augusta - Lastovo

#### Bratz - Brač
- Bratz - Brač

#### Ese - Iž
- Ese - Iž

#### Gist - Ist
- Gist - Ist

#### Kersch -Cres
- Kaißol - Beli
- Kersch - Cres
- Krutz - Punta Križa
- Lubenitz - Lubenice
- Märag - Merag
- Opsor - Osor
- Poresin - Porozina
- Sankt Niklas - Filožići

#### Lötzing -Lošinj
- Tschigale - Čikat
- Klein-Lötzing - Mali Lošinj (mali = klein; früher kleiner als Veli Lošinj, heute Inselhauptstadt)
- Groß-Lötzing - Veli Lošinj (veli = groß)

#### Nebe - Ilovik
- Nebe - Ilovik

#### Phar - Hvar
- Phar - Hvar

#### Vegl -Krk
- Altweschke - Stara Baška
- Boachen - Gabonjin
- Dobrauen - Dobrinj
- Durischal - Malinska
- Krassitz - Krašica
- Moschau - Omišalj
- Sankt Anton - Anton
- Sankt Foska - Pinezići
- Sankt Maria - Glavotok
- Sankt Maria - Punat
- Sankt Niklas - Valbiska
- Sniewitz - Njivice
- Vegl - Krk
- Vörbnick - Vrbnik
- Weschke - Baška

### Städte und Dörfer in Istrien
Die hier genannten Orte liegen in dem Teil der historischen Landschaft Istrien, der heute zu Kroatien gehört. Die kroatische Verwaltungseinheit Gespanschaft Istrien schließt die istrische Ostküste nicht ein, sie gehört zur Gespanschaft Primorje-Gorski kotar. Eine gute Übersicht über die heutigen italienischen und kroatischen Namen und manche in historischen Urkunden – und teils noch später – gebrauchte deutsche Varianten liefert Peter Štih, Studien zur Geschichte der Grafen von Görz: die Ministerialen und Milites der Grafen von Görz in Istrien und Krain [Goriski grofje ter njihovi ministeriali in militi v Istri in na Kranjskem; dt.], Wien et al.: Oldenbourg, 1996, (Mitteilungen des Instituts für Österreichische Geschichtsforschung: Ergänzungsband; 32), 266 pp. ISBN 3-486-64834-9.

#### A
- Abbazia (19. und 20. Jh.) - Opatija (ital. Abbazia)
- Albona - Labin (ital. Albona)
- Anderturn - Tar-Vabriga (ital. Torre-Abrega)

#### B
- Baad Sankt Stefan - Istarske Toplice/Bagni di S. Stéfano
- Barben - Barban (ital. Barbana d’Istria)
- Berg - Vrh
- Berschetz -Brseč
- Bräx - Brest
- Brioni - Brijuni
- Brischetz -Brseč (ital. Bersezio)
- Brixei - Brest
- Burgerdorf - Beram (ital. Vermo)

#### C
- Chästau - Kastav (ital. Castua)
- Cholm - Hum (ital. Colmo)
- Cirknenz - Crikvenica (ital. Cirquenizza)
- Coseglach - Kozljak (ital. Cosliacco)

#### D
- Deutschendorf - Žrmanija (nahe Sovinjak)
- Dragutsch - Draguć (ital. Draguccio)

#### F
- Fern - Permani
- Frain - Vranja

#### G
- Gallian - Gračišće (ital. Gallignana)
- Gartschan - Kršan (ital. Chersano)
- Goflach - Kozljak (ital. Cosliacco)
- Goldsburg - Vranja
- Gologoritz - Gologorica
- Gospitsch - Gospić
- Grimmelz - Grimalda

#### H
- Herberstein - Veprinac
- Humag - Umag (ital. Umago)

#### K
- Karschan - Kršan
- Kastan - Kostanjica (ital. Castagna; Ortsteil von Grožnjan)
- Kastern - Kašćerga (ital. Villa Padova, auch Cassierga)
- Klan - Klana
- Klon - Klana
- Köstau - Kastav (ital. Castua)
- Krisingan - Grožnjan (ital. Grisignana)

#### L
- Lauran/Laurana - Lovran (ital. Laurana)
- Letey - Letaj
- Linder - Lindar (ital. Lindaro)
- Lonck - Loke
- Lupoglau - Lupoglav

#### M
- Mahrenfels - Lupoglav (ital. Lupogliano)
- Mitterburg - Pazin (ital. Pisino)
- Momlan - Momjan (ital. Momiano)
- Moschenitz- Mošćenice
- Moschkanitz - Mošćenica
- Mumpadern - Baderna
- Munach - Mune

#### N
- Neuenburg - Novigrad (ital. Cittanova d’Istria)
- Neuhaus am Karst - Podgrad (ital. Castelnuova d’Istria)
- Neusaß - Pazinski Novaki
- Niederburg - Stari Pazin
- Niederdorf - Dolenja Vas
- Niedergrund - Istarske Toplice/Bagni di S. Stéfano

#### O
- Oberdorf - Gorenja Vas
- Orser - Vrsar (ital. Orsera)
- Ortenegl - Brtonigla (ital. Verteneglio)

#### P
- Padua (Istrien) - Padva
- Parenz - Poreč (ital. Parenzo, lat. Parentium)
- Pemund - Završje (ital. Piemonte d’Istria)
- Perg - Podpićan
- Piben - Pićan (ital. Pédena)
- Pinquent - Buzet
- Pitsch - Čepić
- Podgatsch - Podgaće
- Polei - Pula (ital. Pola)
- Pörzol - Oprtalj (ital. Portole)
- Prumentor - Premantura (ital. Promontore)

#### R
- Rachel - Rakalj
- Ratspurg (Ratsburg) - Rašpor
- Rotz - Roč
- Rowarig - Loborika
- Ruwein - Rovinj (ital. Rovigno)

#### S
- Sankt Jakobi (im 15. Jh.) - Opatija (ital. Abbazia)
- Sankt Laurentzen - Sveti Lovreč (ital. San Lorenzo del Pasenatico)
- Sankt Peter im Wald - Sveti Petar u Šumi
- Sankt Domenig - Labinci
- Schönberg -Šumber (ein Ortsteil von Sveta Nedelja, ital. Santa Domenica d'Albona)
- Schwing - Žminj (ital. Gimino)
- Sowinach - Sovinjak
- Strengen - Zrenj (ital. Sdregna/Stridone, ein Ortsteil von Oprtalj)

#### T
- Terveis - Trviž (ital. Treviso)
- Tinjan - Tinjan (ital. Antignana)
- Tüberg - Labin (ital. Albona)

#### V
- Vaniol - Boljun (ital. Bogliuno)
- Visinat - Vižinada (ital. Visinada)

#### W
- Wachsenstein - Kozljak (ital. Cosliacco)
- Waprinetz - Veprinac
- Wazan - Fažana (ital. Fasana)
- Wege -Buje (ital. Buie, lat. Bullea)
- Wichau - Ika
- Woltenegg - Botonega
- Wotzisberg (im 15. Jh.) -Vodice (ital. Vodizze, auch Acqui)

#### Z
- Zerolach - Cerovlje

### Städte und Dörfer in Dalmatien

#### A
- Alt Ragus - Cavtat
- Antibar - Bar
- Artan - Rtina

#### B
- Bast - Baška Voda
- Benkowatz - Benkovac
- Bernabeck - Brnaze
- Budag - Pribude
- Burgatz - Brgud

#### C
- Charinz - Karin (Kroatien)
- Charwitz - Hrvace
- Chliss - Klis

#### D
- Drewenick - Drivenik

#### E
- Eimot - Imotski

#### F
- Fleissenburg - Nin
- Fort Sankt Markus - Maslenica

#### G
- Golubschitsch - Golubići
- Gurbitz - Gornje Ogorje
- Grau - Grab
- Gradatsch - Gradac
- Grakau - Kraj
- Geiger - Pakovo Selo

#### H
- Hotton - Oton

#### I
- Imotitz - Imotica

#### J
- Jubau - Ljubac

#### K
- Kaminach - Kamensko
- Kap-Zesto - Primošten
- Kastelwenier - Vinjerac
- Klein Kap-Zesto - Rogoznica
- Klik - Kljake
- Kloster - Dubraja
- Knin - Knin
- Korisge - Korušce
- Kosel - Košuti
- Kosorwitsch - Kosovo
- Kotitschin - Kotišina
- Kraleiss - Kričke
- Kudentin - Vujašinovići
- Kullikwrate - Konjevrate

#### L
- Lubustiach - Ljubitovica
- Laval - Ljubotić
- Laqua - Lokva
- Lach - Pljak

#### M
- Macharscha - Makarska
- Malkowo - Malikovo
- Mewe- Maovice
- Mosatsch - Moseč
- Martinosewitz - Sonković
- Motschnau - Unešić

#### N
- Nödin - Nadin
- Netschmen - Nečmen
- Neoritsch - Neorić
- Nietschewo - Ičevo
- Nurgag - Ugljane

#### O
- Obravatz - Obravac
- Opus - Opuzen
- Ostrowitz - Ostrovica (ital. Lissane)
- Ottawitz - Otavice

#### P
- Paßberg - Dubrave
- Petrois - Donji Muć
- Popon - Opanci
- Patzinä - Padene
- Palanca - Palanca
- Prokowitsch - Perković (Kroatien)
- Plaude - Plavno
- Pölatz - Polača
- Pribodetz - Pribudić
- Pridratzn - Pridraga
- Proklan - Prokljan
- Piegar - Radovin
- Pribier -Bribir
- Pakoštane - Schantpag

#### R
- Ragus - Dubrovnik
- Rachlitz - Radinje
- Ramling - Ramljane
- Rastorz - Rastog
- Rovanpass - Ravanjska
- Razutschey - Razvode
- Rudanowatz - Rudopolje

#### S
- Salonä - Solin
- Sankt Cassian - Sukošan
- Sankt Georg i.D. - Donj Tučepi
- Sankt Maria in Rose - Rože
- Sarabitsch - Orebić
- Schantpag - Pakoštane
- Schegar - Kastel Žegarski
- Schellengradt - Zelengrad
- Schemunig - Zemunik
- Schezewo - Zečevo
- Sgraden - Skradin
- Sibennig - Šibenik
- Simitz - Zmijavci
- Slimwitz - Gornja Slivnica
- Slinitza - Slivnica
- Slosseln - Pirovac
- Smeltschitz - Smilčić
- Steingral - Mimice
- Stermitz am Butzin - Strmica
- Stuhlberg - Novigrad
- Sustin - Zelovo Sutinsko

#### T
- Thin - Tinj
- Tremau - Tribounj
- Traff -Trogir
- Toret - Turanj
- Ternisch - Drniš
- Turn - Banjevci

#### V
- Verbnick - Vrbnik

#### W
- Wätzan - Vačani
- Weißenburg - Biograd na Moru
- Welisch - Velušic
- Wenowitz - Donje Vinovo
- Weranien - Vrana
- Weredel - Vrdovo
- Wergoratz - Vrgorac
- Wetteritsch - Potravlje
- Williak - Biljak
- Willigradt - Bilišane
- Wissak - Visoka
- Woditz - Vodice
- Wogatischen - Bogatić
- Woziach - Medvida
- Wratschipogle - Vrpolje
- Wrevilack - Privlaka (Zara)
- Wrulitz - Donja und Gornja Brela

#### Z
- Zagold - Zagvozd
- Zackon - Zaton (Selenico-Šibenik)
- Zernowitz - Žrnovica (Spalato-Split)
- Zein - Sinj
- Zamelin - Umljanović
- Zazwin - Čačvina
- Zengg - Senj (lat. Senia oder Segnia, ital. Segna)
- Zentina - Cetina
- Zutsch - Ivoševci
- Zakuitsch - Kućice
- Zumpogg - Nos Kalik

### Städte und Dörfer in Slawonien

#### A
- Abtei - Badljevina
- Agminor - Bocanjevci
- Albertsdorf - Grabovac
- Allerheiligen - Sesvete
- Altgradatz - Stari Gradac
- Altgradisch - Stara Gradiška
- Altgrägin - Stara Gradina
- Alt Topolje - Staro Topolje (Topolje heißt übersetzt Pappel, die Gegend wurde wegen ihrer zahlreichen Pappeln irgendwann so benannt.)
- Antonifeld - Kapan
- Antunowatz - Antunovac (auch Pakrački Antunovac)
- Arnotz - Crnac (Übersetzt heißt Crnac Schwarzer)
- Arbei - Donja Bebrina
- Asorn - Cerna

#### B
- Bankowzi - Bankovci
- Banodel - Šiškovci
- Bauk - Bačevac
- Bapskau - Bapska
- Bektess - Bektež
- Beresslau - Beravci
- Bersewitz - Kalinovac
- Bela - Bijela
- Blagorodowatz - Blagorodovac
- Blatz - Rajčići
- Bibalist - Koritna
- Biskupetz - Biškupci
- Borowa - Borova Suhopoljska
- Borowach - Borovik
- Brestowatz - Brestovac Daruvarski
- Brischanowatz - Brežanovci
- Bresnitz - Breznica
- Bresnitz - Breznica Đakovačka
- Bresnitz - Breznica Našička
- Brod a.d. Save (auch: Broth) - Slavonski Brod
- Bruchowitz - Spišić-Bukovica
- Buchol - Buk
- Budanitza - Budanica
- Buschentz - Bušetina

#### C
- Chrastin - Hrastin
- Christburg - Gradište (Županja)
- Chrusowitz - Orubica
- Chuteowo - Kutjevo
- Chweimen (Kr. Hum) - Jakšić

#### D
- Dallia - Dalj
- Darkowatz - Darkovac
- Darnotz - Trnava (ungar. Tarnócz)
- Darowar  - Daruvar
- Deschanowatz - Dežanovac
- Deutsch Bresnitz - Našička Breznica
- Deutsch Oreschatz - Orešac
- Diakowar - Đakovo
- Dioschwar - Dioš
- Dobrakutscha - Dobra Kuća
- Dobrowatz - Dobrovac
- Dobrowein - Zadubravlje
- Dragowitz - Dragović
- Drenowitz - Brodski Drenovac
- Drenowitz - Drenovci
- Drenowitz - Slatinski Drenovac
- Dubotschatz - Dubočac
- Dubowatz - Dubovac Okučanski
- Dubrochnitsch - Dubronić

#### E
- Eichendorf - Hrastovac
- Erdung - Erdut
- Ernestinenhof - Ernestinovo
- Esseg, auch Essegg (ungarisch: Eszék) - Osijek

#### F
- Forkuschewitz  - Forkuševci
- Friedrichsdorf - Nova Gradiška

#### G
- Gaschinzi - Gašinci
- Garzin - Garčin
- Georgshof - Brezik
- Gordwin - Krndija
- Görrach - Gorjani
- Gortzetz - Goričac
- Gothenberg  - Hum
- Grabornitz - Grabovnica
- Gradatz - Beničanci
- Groß Bastei - Veliki Bastaji
- Groß Kopanitz - Velika Kopanica
- Groß Mlinska - Velika Mlinska
- Groß Pasijan - Veliki Pašijan
- Groß Wiwar  - Veliko Vukovje
- Groß Zdentsch - Veliki Zdenci
- Groß Zensorgwartz - Velika Črešnjevica

#### H
- Heiligenfrauenwald - Podborski Batinjani
- Hergowitz - Hrkanovci Đakovački
- Hermann - Jarmina
- Herzogsthurn - Toranj
- Herzogsturn - Hercegovac

#### I
- Illack (auch Ilak) - Ilok
- Illau - Klokočevac Ilovski
- Iltz - Lićani

#### J
- Jassig - Jeseník
- Johannesdorf - Držanica, später Jovanovac, seit 1. August 1990 Ivanovac

#### K
- Kamengröl  - Kamensko
- Kapitel  - Kaptol
- Karassitz - Rakitovica
- Kawinz - Harkanovci
- Kerndia - Krndija
- Keschinzi - Kešinci
- Klein Bastei  - Mali Bastaji
- Klein Pasijan - Mali Pasijan
- Klein Zensorgwartz  - Mala Crešnjevica
- Klisser - Velika Klisa
- Kloster  - Kloštar
- Knemiza  - Knemce
- Kominetz  - Kominec
- Koroch  - Korog
- Koschka  - Koška
- Krawitz - Kravice
- Kristolowatz  - Krstolac

#### L
- Lapatz - Lapac
- Libegg - Lipik
- Lipowatz - Lipovac
- Lopina - Ljupina
- Loschan - Ložane
- Lunza - Londžica

#### M
- Merschowitz - Mrzović
- Miholtz - Donji Miholjac
- Monatz - Omanovac
- Moslawina - Podravska Moslavina

#### N
- Naschitz - Našice
- Neu Gradischka - Nova Gradiška
- Neuklisser - Removac
- Neuturn - Turnašica
- Nissen - Selci Đakovački

#### O
- Owar (Ung. Óvár) - Donji Grahovljani
- Oberdarowar - Gornji Daruvar
- Ober Josefsdorf - Josipovac
- Oberowar - Gornji Grahovljani
- Ostenitz - Goveđe Polje
- Ottock - Otok

#### P
- Packe - Paka
- Pakratz - Pakrac
- Palin - Široko Polje
- Papuck - Novo Zvečevo
- Pekern - Pakrani
- Petrowitz - Petrijevci
- Pezung - Psunj
- Pischka - Piškorevci
- Plaundia - Plavna
- Pleternitz - Pleternica
- Podgoratsch - Podgorac
- Poglack - Grubišno Polje
- Poglan - Pakračka Poljana
- Pokutschan - Okučani
- Pollana - Poljana
- Poretsch - Poreč, ein Ortsteil von Kutjevo, beim Kloster Kutjevo
- Poschegg - Požega (Kroatien) (Slavonska Požega)
- Posgawinetz - Pasikovci
- Potgrey - Podgraje
- Proratz - Prvaca

#### R
- Rahotscha - Orahovica
- Rietdorf - Retfala
- Rittersturn - Adžamovići
- Rogolz - Rogalji
- Rokotz - Rokovci (ungar. Rokócz)

#### S
- Sabow - Oprisavci
- Sagowia - Donji Bogićevci
- Saladnach (Ung. Szalátina) - Podravska Slatina
- Sankt Andreas - Andrijaševci
- Sankt Andreas - Donji Andrijevci
- Sankt Anna - Donja Vriješka
- Sankt Benedikt - Benkovac Okučanski
- Sankt Benedikt - Benićanci
- Sankt Emrich - Mirkovci
- Sankt Georg - Tovarnik
- Sankt Georg - Đurići
- Sankt Georg - Đurđenovac
- Sankt Georg - Čabuna
- Sankt Georg  - Jurjevac Punitovski
- Sankt Georgen - Đurđenovac
- Sankt Georgwar - Đurđevac (ungar. Szentgyörgyvár)
- Sankt Johann - Ivanovo Polje
- Sankt Josef - Josipovac
- Sankt Lorenz - Budrovci
- Sankt Lorenz  - Opatovac
- Sankt Maria - Medari
- Sankt Maria - Marijanci
- Sankt Maria - Pivare
- Sankt Maria - Marićanci
- Sankt Maria - Bijela Stijena
- Sankt Markus - Markušica
- Sankt Martin - Martinci Ćepinski
- Sankt Michael - Stari Mikanovci
- Sankt Niclas - Mikleuš
- Sankt Niclas  - Ostojićeva
- Sankt Niklas - Beketinci
- Sankt Niklas  - Mikluševci
- Sankt Niklas  - Kapelna
- Sankt Paul  - Pavlovac
- Sankt Peter - Staro Petrovo Selo
- Sarwasch - Sarvaš
- Satnitz - Đakovačka Satnica
- Schagowina  - Šagovina
- Schamatz - Slavonski Šamac
- Schandrowatz - Šandrovac
- Schupkanja - Županje
- Selze  - Đakovački Selci
- Selniach - Novo Selo (Daruvar)
- Simelzen - Semeljci
- Siratsch - Sirač
- Sirtsch - Cremušina
- Slatnick  - Drenjski Slatnik
- Slawitz - Pivnica
- Sonnberg - Vetovo
- Sopiä - Sopje
- Spatzwa - Spacva
- Stolpnik - Stupnik
- Straschanatz - Stražanac
- Stroschinze - Strošinci

#### T
- Tarnian - Trnjani
- Tenne  - Tenja
- Thurn - Toranj
- Tirnau - Trnava (Kroatien)
- Tomaschanzi - Tomašanci
- Tominowatz - Tominovci
- Tschajkowzi - Čajkovci
- Tschepin - Ćepin

#### U
- Unter-Miholtz - Donji Miholjac
- Unter Stopranitz - Koreničani

#### V
- Vussin - Voćin

#### W
- Walkowar - Vukovar
- Walpau - Valpovo
- Wärwitz - Ferovac
- Wascha - Vaška
- Welick - Velika
- Wellenowatz - Bjelanovci
- Wellibardo - Bijelo Brdo
- Wellicha - Velika Trnovitica
- Welimirowatz - Velimirovac
- Weltschak - Vučjak Kamenečki
- Werbitz - Vrbica
- Wercke - Miokovićevo
- Weretz - Virovitica
- Wetterwardein - Šarengrad (ungar. Várad)
- Wiessgrad - Velika Drapčevica
- Wiewar - Novigrad
- Wiewar - Malo Vukovje (ungar. Újvár)
- Winkowitz - Vinkovci
- Wischkowitz - Viškovci
- Wizeky  - Visoka Greda
- Wochovitz - Vučkovac
- Wolfstal - Vučevci
- Worow - Borovo

#### Z
- Zambotel - Potnjani (ungar. Szombathely)
- Zaokuntsch - Končanica
- Zednig  - Sotin
- Zeglack (Ung. Szekelyi) - Sekulinci
- Zieglenik - Ceglenik
- Ziritz - Širinci
- Zuzech - Susek

### Städte und Dörfer in anderen Regionen

#### A
- Agram - Zagreb
  - Agram-Klosterowitz - Zagreb-Adamovec
  - Agram-Fischerheim - Zagreb-Breštje
  - Agram-St. Georg - Zagreb-Đurđekovec
  - Agram-Dombrau - Zagreb-Dubrava
  - Agram-Korwat - Zagreb-Horvati
  - Agram-Lipnitz - Zagreb-Lipnica
  - Agram-St. Markus - Zagreb-Markuševac
  - Agram-Michalowitz - Zagreb-Mihaljevac
  - Agram-Morautscha - Zagreb-Moravče
  - Agram-Sosel - Zagreb-Podsused
  - Agram-Allerheilgen - Zagreb-Sesvete

#### B
- Belowar - Bjelovar
- Búccari (ital.) - Bakar

#### C
- Cirknenz - Crikvenica
- Carlstadt (auch Karlstadt) - Karlovac

#### F
- Fuchsdorf - Lesešćine

#### G
- Gropnich  (bei Rijeka) - Grobnik
- Gambrowitz - Gabrovica
- Gutteneck - Gradinje
- Grünenburg - Grdo Selo
- Grobnich - Grobnik
- Grimmelzitz - Omošćice

#### J
- Jeschenwick - Jezenovik
- Johannisberg - Sveti Ivanac

#### K
- Karlstadt (auch Carlstadt) - Karlovac
- Kreuz - Križevci
- Kartsberg - Golaz
- Klem - Klenovšćak
- Korwun - Krbune
- Kreink - Kringa
- Karschichl - Kršikla
- Klainz - Klanec

#### N
- Neuenburg - Dvori
- Neuhaus - Podgrad

#### O
- Otschisl - Očizla

#### P
- Prisach - Breza
- Preßnitz - Brežnica
- Passberg - Paz
- Podpetsch - Podpeč
- Prapotz - Praproče
- Posshart - Oslici

#### R
- Ragus - Dubrovnik (ital. Ragusa)
- Ragusa Vecchia - (ital. Cavtat)

#### S
- Sankt Veit am Flaum - Rijeka (ital. Fiume)
- Sibenning - Šibenik (ital. Sebenico)
- Sichelberg - Žumberak
- Sissek - Sisak
- Split - Split, ital. Spalato
- Subnach - Zvoneće
- Salis - Salež
- Sankt Maria am See - Kostrćane
- Seedorf - Jezero
- Sankt Peter - Raven
- Sluin - Slunj

#### T
- Trau - Trogir (ital. Traù)
- Tersat (bei Rijeka) - Trsat
- Tschernotitsch - Črnotiče
- Tublach - Tublje

#### V
- Verbonitz - Brnobići

#### W
- Warut - Borut
- Woldenstein - Račice
- Wolfsdorf - Skopljak

#### Z
- Zara (ital.) - Zadar
- Zengg - Senj
- Zamasch - Zamaško
- Zemitsch - Semiè

### Weitere Städte und Dörfer auf Inseln
- Insel Melat:
  - Melat - Melade
  - Zapuntel - Sankt Michael

- Insel Mljet:
  - Polace - Melide

- Insel Murter:
  - Murter - Mörter
  - Tkon - Techun

- Insel Pag:
  - Novalja - Navala
  - Pag - Baag
  - Koljane - Kolan
  - Povljana - Poglin
  - Vlašici - Walassigy

- Insel Rab:
  - Lopar - Lopur
  - Rab - Arbey